# Кайиндинський сільський округ (Темірський район)
Кайинди́нський сільський округ (каз. Қайыңды ауылдық округі, рос. Кайындинский сельский округ) — адміністративна одиниця у складі Темірського району Актюбінської області Казахстану. Адміністративний центр — село Кумкудик.
Населення — 789 осіб (2021; 1284 у 2009, 1993 у 1999, 2345 у 1989).
Станом на 1989 рік існувала Каїндинська сільська рада (села Бабатай, Кумкудук, Шийбулак).

## Склад
До складу округу входять такі населені пункти:
| Населений пункт | Колишні назви | Населення, осіб (1989) | Населення, осіб (1999) | Населення, осіб (2009) | Населення, осіб (2021) |
| --------------- | ------------- | ---------------------- | ---------------------- | ---------------------- | ---------------------- |
| Бабатай, село   | -             | 481                    | 429                    | 413                    | 255                    |
| Кумкудик, село  | Кумкудук      | 1493                   | 1187                   | 675                    | 480                    |
| Шибулак, село   | Шийбулак      | 371                    | 377                    | 196                    | 54                     |